# موسی مرتضی‌علیف
موسی مرتضی‌علیف (روسی: Муса Далгатович Муртазалиев؛ ارمنی: Մուսա Մուրթազալիեւ زادهٔ ۲۶ مهٔ ۱۹۸۸) یک کشتی‌گیر آوارتبار اهل ارمنستان است که در مسابقات قهرمانی کشتی اروپا در مجموع برندهٔ ۲ مدال نقره، ۱ مدال برنز شده‌است.